# Tarator
Tarator (bulgarsk: таратор albansk: taratorë) er en kold salatsuppe. Suppen er almindelig om sommeren i det balkanske køkken, blandt andet i Albanien, Makedonien, Bulgarien, Tyrkiet og Kosovo.
Suppen er typisk lavet af yoghurt, agurk, hvidløg, dild, madolie, og vand.